# John Anderson (zoólogo)

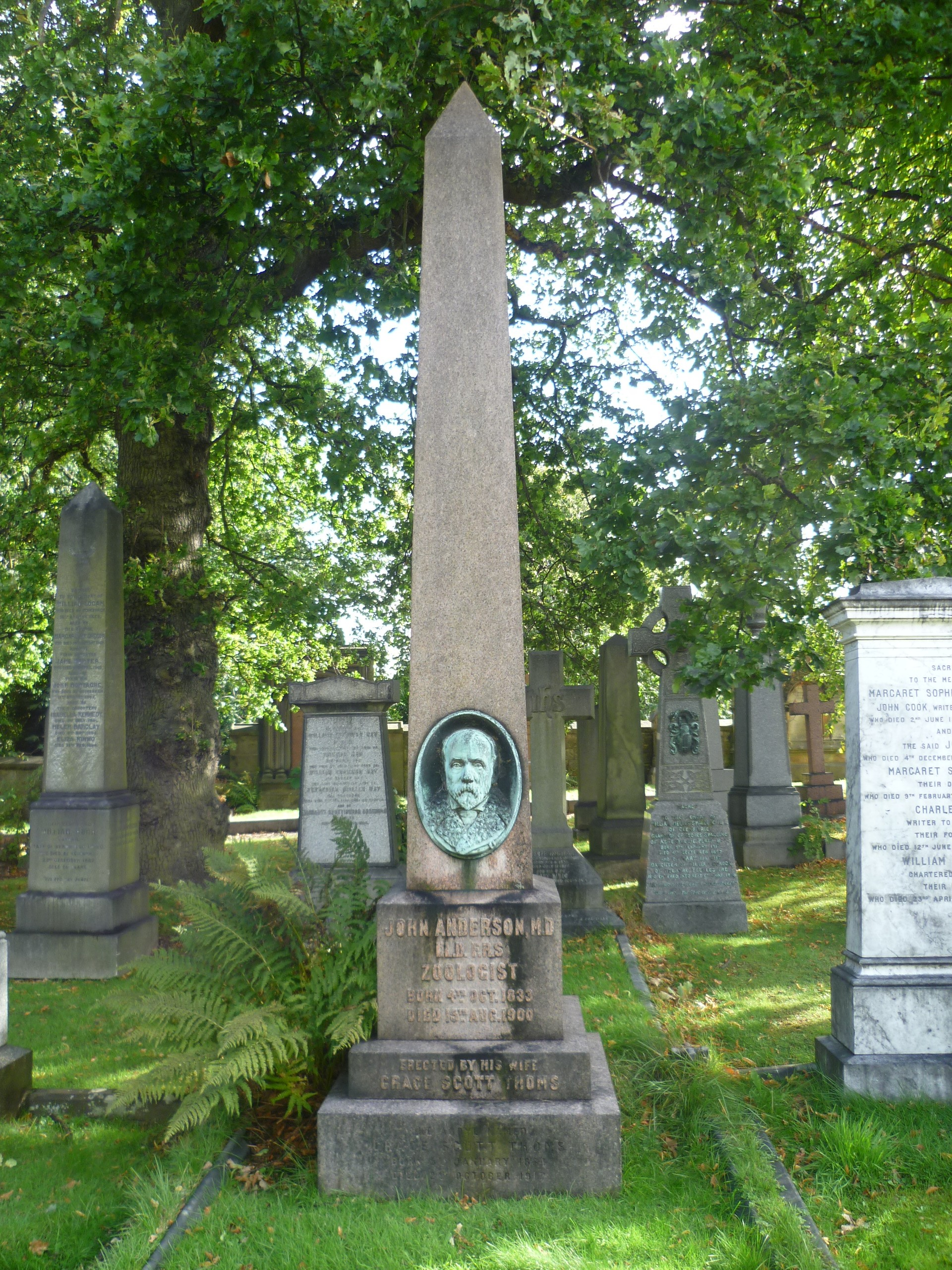
Sepultura de Anderson em Edinburgh.

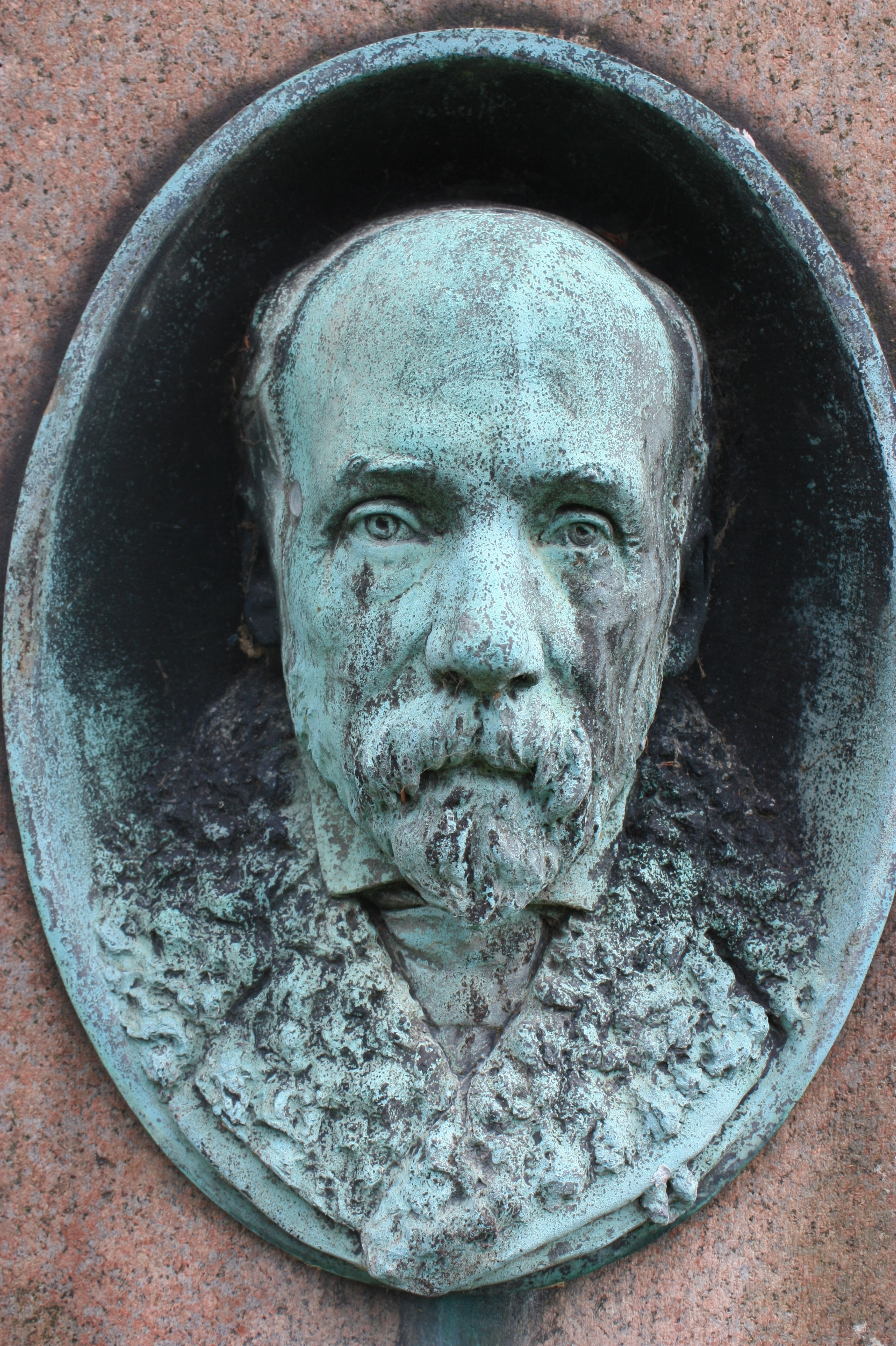
Alto relevo do retrato de John Anderson no obelisco que encima a sua sepultura.

John Anderson FRSE FRS FRGS FZS FLS FRPSE FSA (Edinburgh, 4 de outubro de 1833 — Buxton, 15 de agosto de 1900) foi um médico que se destacou como anatomista e zoólogo com extensa obra sobre a Índia, onde foi curador do Museu Indiano de Calcutá (hoje o Indian Museum Kolkata), em Calcutá.

## Biografia
Anderson nasceu em Edimburgo, o segundo filho de Thomas Anderson, que trabalhava no Banco Nacional da Escócia, e de sua esposa Jane Cleghorn.
Interessou por história natural desde cedo, assim como seu irmão Thomas Anderson, que trabalhou no Royal Botanic Garden (hoje o Acharya Jagadish Chandra Bose Indian Botanic Garden), em Calcutá, de 1861 a 1863. Frequentou a escola na George Square Academy e na Hill Street Institution antes de trabalhar no Bank of Scotland. Abandonou o emprego no banco para estudar medicina, tendo-se formado na Universidade de Edimburgo em 1861.
Estudou anatomia com John Goodsir e recebeu o grau de doutor em Medicina em 1862, premiado com uma medalha de ouro pela sua tese sobre Zoologia. Foi um dos sócios fundadores da Sociedade Real de Física de Edimburgo, que cresceu a partir da Sociedade Werneriana, da qual fora presidente.
Foi nomeado professor da cadeira de história natural no Free Church College de Edimburgo, onde trabalhou dois anos. Durante este período, estudou organismos marinhos com base em dragagens executadas na costa da Escócia, sobre as quais publicou notas nos Annals and Magazine of Natural History.
Anderson partiu para a Índia em 1864, tendo assumido a posição de primeiro curador do Museu Indiano em Calcutá em 1865. Naquele Museu catalogou as colecções de mamíferos e as colecções arqueológicas. Ocupou o cargo de curador até 1887, quando foi sucedido por James Wood-Mason e promovido a superintendente do Museu. Nos anos em que foi curador realizou várias expedições de colecta pela China e Burma.
Em 1867, ele acompanhou o coronel Edward Bosc Sladen como naturalista de uma expedição à Alta Birmânia e a Yunnan. Esta expedição permitiu-lhe recolher um exemplar do golfinho-do-irrawaddy, Orcaella brevirostris, e compará-lo com Orcaella fluminalis e com o golfinho gangético, Plantanista gangetica.
Em 1875-1876, viajou para a mesma área sob o comando do coronel Horace Browne. Isso foi interrompido devido ao assassinato do oficial consular Augustus Raymond Margary. Anderson fez uma terceira expedição para o Museu Indiano em 1881–1882 ao arquipélago de Mergui, no sul da Birmânia.
Anderson fez estudos de anatomia comparada sobre as espécies que colectou. Trabalhou com répteis, pássaros e. essencialmente, mamíferos, como no caso do género Hylomys. Também escreveu sobre a etnologia dos povos Selungs do arquipélago de Mergui. Muitos dos espécimes de plantas que coletou estão no MUseu Indiano de Calcutá, em Kew e no Museu de História Natural de Londres.
Foi eleito membro da Royal Society em 1879 e foi nomeado LLD honorário da Universidade de Edimburgo em 1885. Durante o tempo em que ocupou o cargo de superintendente do Museu Indiano de Calcutá, também trabalhou como professor de anatomia comparada na Faculdade de Medicina em Calcutá.
Casou com Grace Scott Thoms, filha de Patrick Hunter Thoms, de Aberlemno, Forfar. Com a sua esposa Grace viajou pelo Japão em 1884, formando uma extensa colecção de artefactos do Ainu, que foi doada ao Museu Britânico e ao Museu Nacional da Escócia.
Aposentou-se do serviço na Índia em 1886, poucos anos após o seu casamento. Mais tarde, fez extensas colecções zoológicas no Egito, formando a base de sua Zoology of Egypt (Zoologia do Egito). Faleceu em Buxton, Inglaterra e está enterrado, ao lado da esposa, no lado sul do Cemitério Dean em Edimburgo. O retrato em alto-relevo foi esculpida por David Watson Stevenson.
O nome de Anderson serviu de epónimo para os seguintes taxa:
- Sacculina andersoni Giard, 1887, um cirrípede parasita;
- Japalura andersoniana Annandale, 1905, um lagarto;[6]
- Opisthotropis andersonii (Boulenger, 1888), uma serpente;
- Trimeresurus andersonii Theobald, 1868, uma serpente venenosa.

## Obras publicadas
Entre muitas outras, John Anderson é autor das seguintes obras:
- Anderson, John (1881). Catalogue of Mammalia in the Indian Museum, Calcutta, Part I (Calcutta).
- Anderson, John (1883). Catalogue and Handbook of the Archaeological Collections in the Indian Museum, Part I: Asoka and Indo-Scythian Galleries. Part II: Gupta and Inscription Galleries. Buddhist, Jain, Brahmanical, and Muhammadan Sculptures; Metal Weapons, objects from Tumuli, &c. Printed by order of the Trustees, Calcutta.
- Anderson, Grace Scott; Anderson, John (1884). Japan from India: letters & notes of the journey of two travellers, chiefly by one of them. Calcutta?: Privately printed. 287 pp.
- Anderson, John (1896). A Contribution to the Herpetology of Arabia, with a preliminary list of the reptiles and batrachians of Egypt. London: R.H. Porter. 124 pp.
- Anderson, John (1898). "Zoology of Egypt. Volume First. Reptilia and Batrachia". London: Bernard Quaritch. 572 pp.